# Ernmas
Ernmas ['ernvas] („Eiserner Tod“) ist der Name einer Sagengestalt aus der keltischen Mythologie Irlands.
Im Lebor Gabala Eirenn gilt Ernmas als Tochter oder Enkelin des Bresal und ist durch Delbaeth die Mutter der drei Schwestern Eriu, Banba und Fohla, von den Söhnen Fiacha und Brian, sowie mit ihrem zweiten Partner Aed die Mutter der Anu oder Morrigan, Badb und Nemain.
Der Name ist identisch mit dem irischen Wort ernbas (Tod durch [Waffen-]Gewalt), zusammengesetzt aus íarn („Eisen“) und bás („Tod“).